# Seznam harfenistů

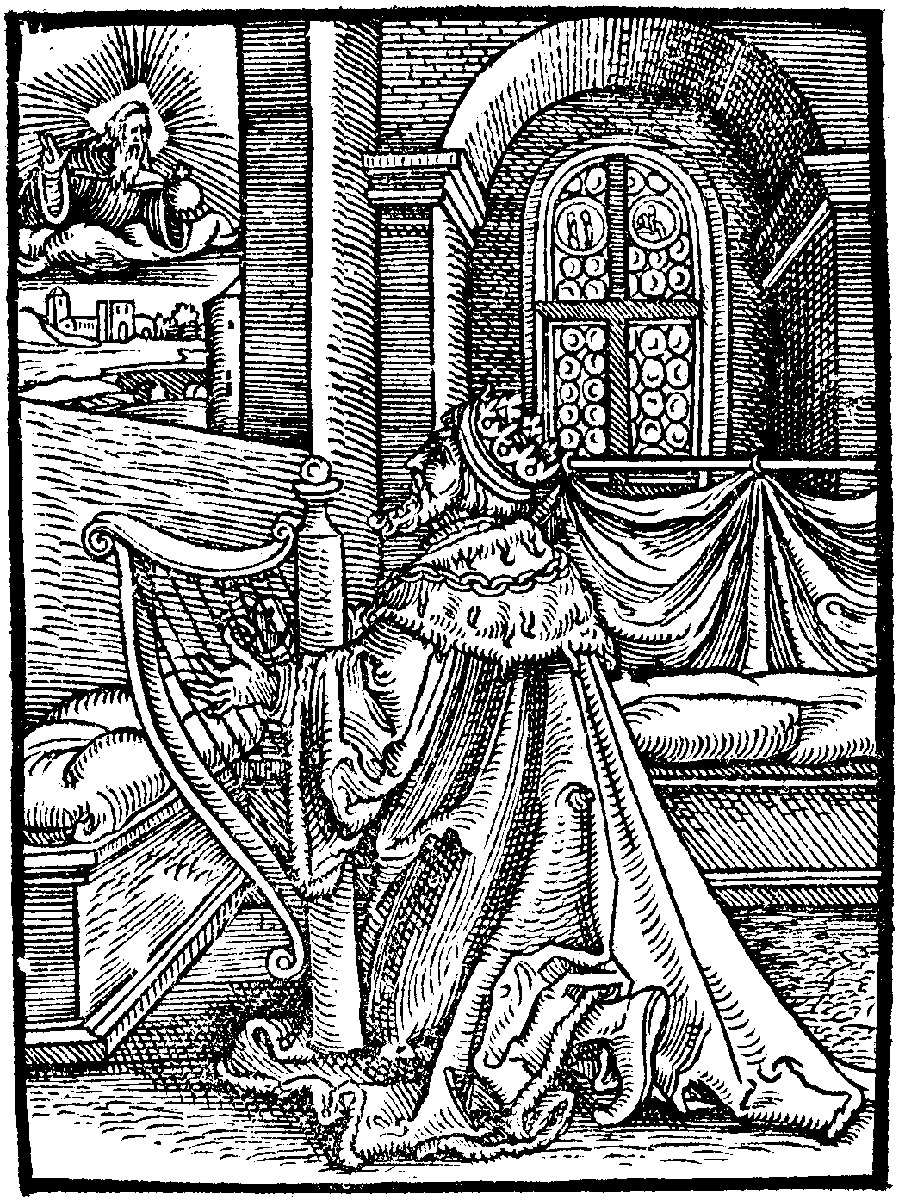
Král David hrající na harfu

Toto je seznam osob, kteří jsou známi jako harfenisté – hráči na harfu. Seznam je seřazen podle prvního písmene jejich příjmení.

## A

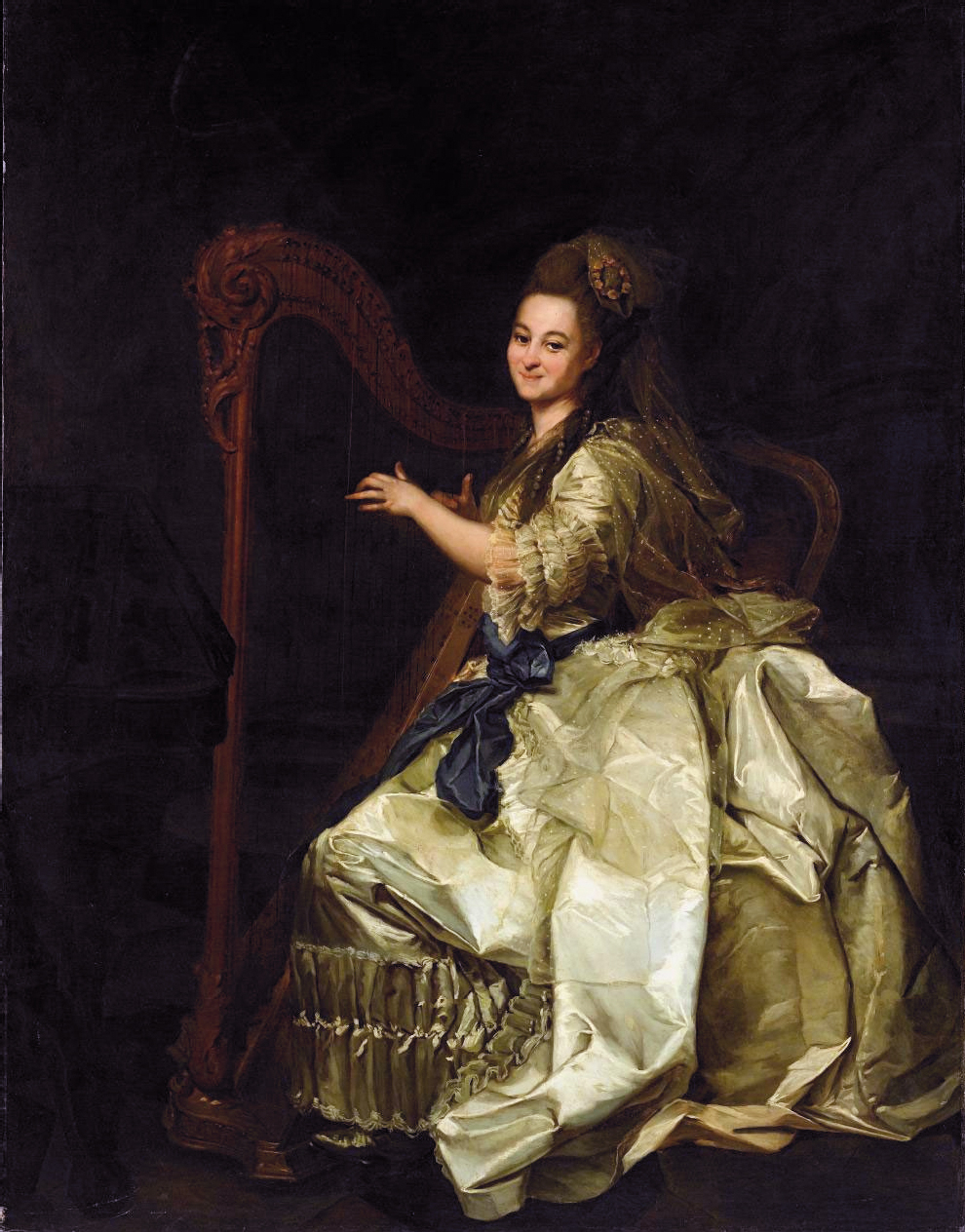
Portrét Glafiry Alymové

- Mike Absalom – anglický hudebník (včetně harfy), básník a dětský bavič
- Ruth Acuffová – americká zpěvačka, skladatelka a harfenistka
- Kirsten Agresta – americká harfenistka a členka představenstva Světového harfového kongresu
- Pauline Åhmanová (1812–1904) – švédská harfenistka
- Silke Aichhornová – německá harfenistka
- Nancy Allenová – americká harfenistka
- Elias Parish-Alvars (1808–1849) – anglický harfenista a skladatel
- Glafira Alymovová (1758–1826) – ruská dvorní dáma a harfenistka
- Jon Anderson – anglicko-americký zpěvák, skladatel a hudebník a člen skupiny Yes
- Fulgencio Aquino (1915–1994) – venezuelský hudebník a skladatel
- Dorothy Ashbyová (1932–1986) – americká jazzová harfenistka a skladatelka
- Athy – argentinský harfenista a skladatel, také známý jako 'Athy, elektrická harfa'

## B

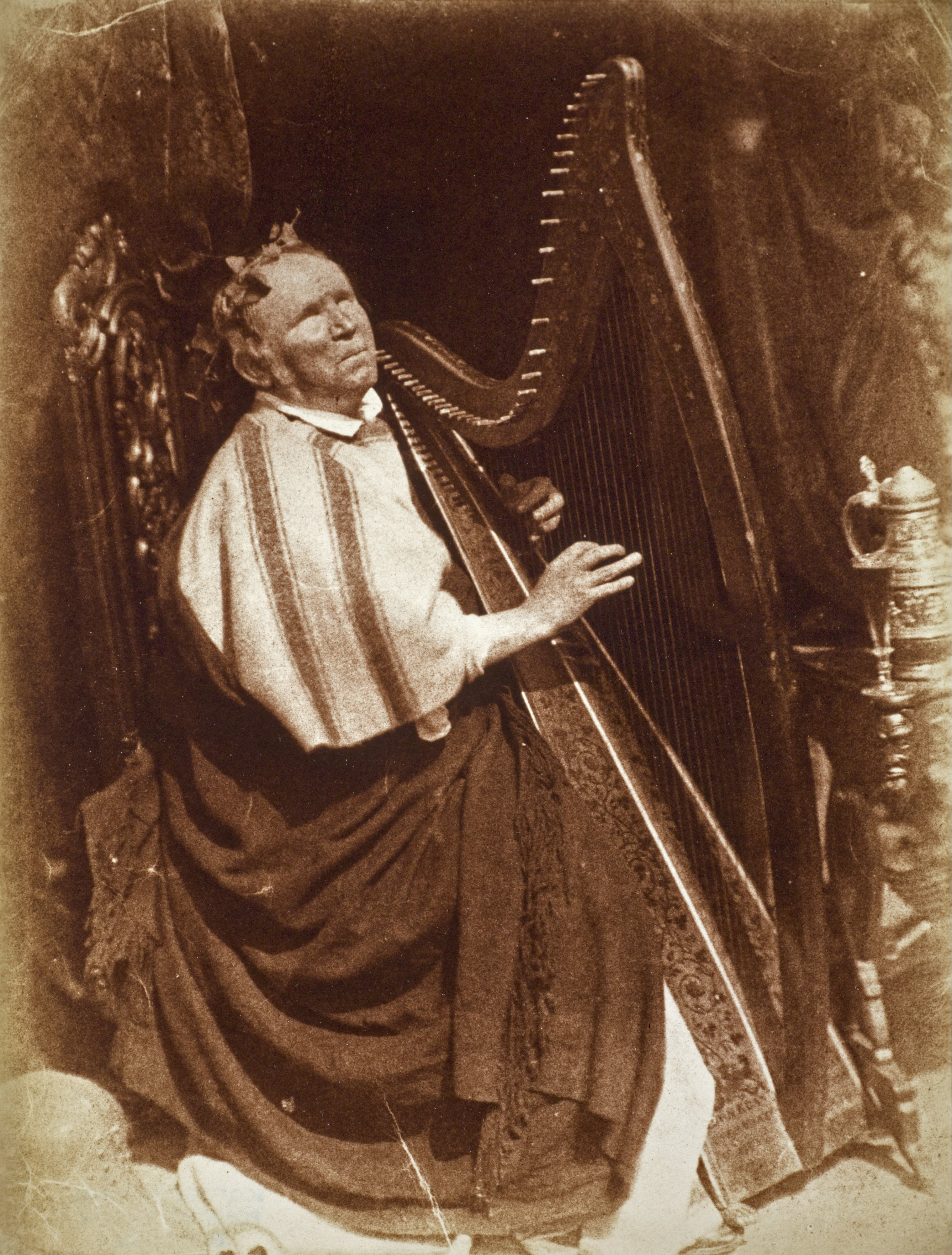
Patrick Byrne na první známé fotografii irského hudebníka (asi 1845)

- Baby Dee – americká trans hudebnice
- Winifred Bambrick (1892–1969) – kanadský klasický hudebník a romanopisec
- Vicki Baumová (1888–1960) – rakousko-americká harfenistka, scenáristka, novinářka a spisovatelka
- Cormac de Barra – irský zpěvák, hudebník a televizní moderátor; součástí Moya Brennan Band
- William fitz Robert Barry (fl. 1615) – slepý harfenista ve službách Davida de Barryho, 5. vikomta Buttevanta
- Julie Bächerová-Nessy / Julie Anna Nessý (1889–1981) – česká harfenistka, pedagožka a operní pěvkyně
- Derek Bell
- Lucinda Belle
- Elinor Bennettová
- Stephanie Bennettová
- Hugo Blanco
- Hana Blažíková (* 1980) – česká sopranistka, harfenistka a interpretka barokní, středověké a renesanční hudby
- Nicolas-Charles Bochsa (1789–1856) – francouzsko-australský hudebník a skladatel jmenovaný do Imperial Orchestra
- Alexander Boldachev (* 1990) švýcarsko-ruský skladatel, aranžér, harfenista akademické, improvizované a crossover tvorby; zakladatel Zurich Harp Festivalu
- Jana Boušková (* 1970) – česká harfenistka
- Robin Huw Bowen – představitel velšské trojité harfy a autentického repertoáru velšské harfy
- Cristina Braga
- Moya Brennanová (* 1952) – irská folková zpěvačka, skladatelka, harfenistka a filantropka; člen skupiny Clannad
- Corina Brouderová
- Giolla Críost Brúilingeach
- Olivia Buckleyová/Dusseková – britská hudebnice a skladatelka, dcera českého hudebníka Jana Ladislava Dusíka
- Charles Bunworth (1704–1772) – rektor irské církve v Buttevantu, hrabství Cork, Irsko
- Ursula Burnsová
- Patrick Byrne – (asi 1794 – 1863) – poslední známý keltský harfenista v Irsku a první fotografovaný irský hudebník

## C, Ch
- Giulio Romano Caccini (1551–1618) – italský hudební skladatel období baroka, pěvec a učitel zpěvu, hráč na loutnu a harfu
- María Rosa Calvo-Manzanová
- Félix Pérez Cardozo
- Dee Carstensenová
- Edmar Castañeda
- Clotilde Cerdà (1861–1926), také známá jako Esmeralda Cervantes
- Emmanuel Ceysson
- Cecilia Chaillyová
- Alice Chalifouxová
- Máire Ní Chathasaigh (* 1956) – pětinásobná vítězka celoirské hudební soutěže
- Pearl Chertoková (1918–1981) – americká hudebnice
- Elaine Christyová
- Zhay Clarková (1895–1980), později známá jako Zhay Moorová
- Marie-Elizabeth Cléryová (1761–1795) – francouzská skladatelka a harfenistka na dvoře Marie Antoinetty
- Alice Coltraneová – jazzová hudebnice
- Thomas Connellan – (asi 1640 – 1698) – irský harfenista a skladatel, jehož „Molly St. George“ je jednou z nejstarších irských harfových písní s dochovanými texty; bratr Williama Connellana
- William Connellan – irský harfenista a skladatel ze 17. století; bratr Thomase Connellana
- Cécile Corbelová (* 1980) – bretaňská umělkyně a skladatelka
- Marilyn Costellová (1920–1992) – americká harfistka a hudební pedagožka.

## D

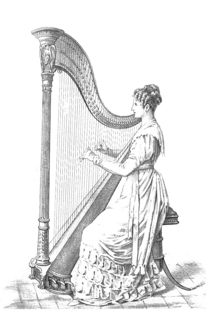
Olivie Dusíková s harfou

- Abramino dall'Arpa (1577–1593) – jeden z mála židovských hudebníků v Mantově, Itálie na konci 16.
- Abramo dall'Arpa – (zemřel 1566) – italský harfenista na dvoře Mantovy, Itálie, a pozdější vychovatel dětí císaře Ferdinanda I.
- král David (biblická postava) – hrou na harfu osvobozoval krále Saula od démonů
- Rhodri Daviesová – britská harfenistka a skladatelka
- Mikaela Davisová[1] – americká hudebnice, harfenistka, skladatelka, zpěvačka a producentka, známá díky své práci s kapelou Southern Star
- Anne Denholmová (* 1991) – velšská harfenistka, oficiální harfenistka knížete z Walesu
- Věra Dulovová (1909–2000) – ruská harfenistka a pedagožka
- Olivia Dusseková (1799/1801–1847) – anglická klavíristka, harfenistka a hudební skladatelka, dcera Jana Ladislava a Sophie Dusíkových
- Sophia Dusseková (1775–1831) – italsko-britská harfenistka, zpěvačka a skladatelka, manželka Jana Ladislava Dusíka
- Kateřina Veronika Anna Dusíková, provd. Cianchettini (1769–1833) – česká klavíristka, harfenistka, zpěvačka, hudební skladatelka a pedagožka, působící v Londýně. Sestra Jana Ladislava Dusíka.
- Veronika Dusíková-Štěbetová – česká harfenistka, matka Jana Ladislava Dusíka

## E

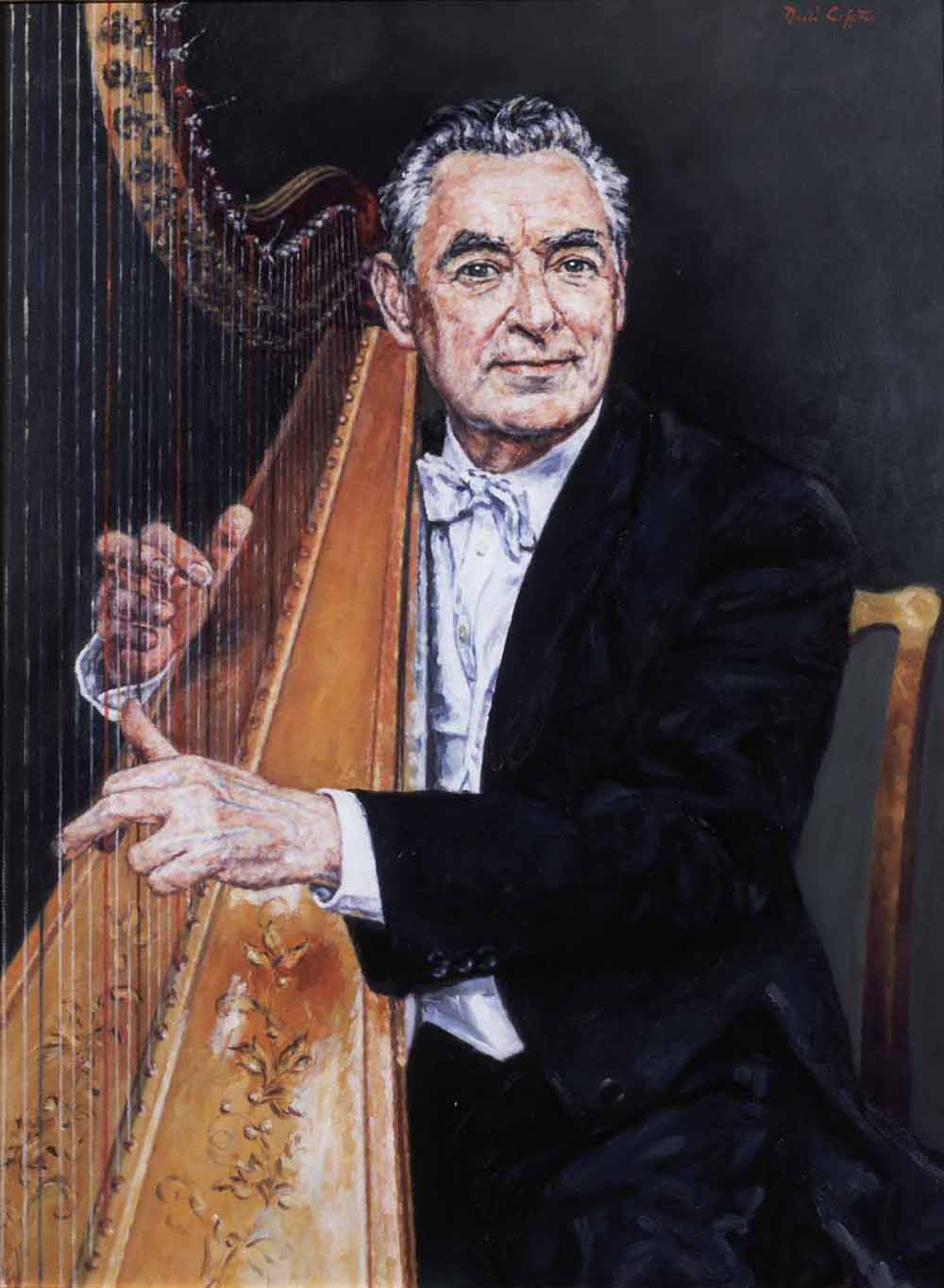
Portrét Osiana Ellise od Davida Griffithse

- Osian Ellis (1928–2021) – velšský harfenista, skladatel a pedagog
- Carol Emanuelová – americká harfenistka
- Kateřina Englichová (* 1969) – česká harfenistka
- Víctor Espínola – paraguayský multiinstrumentalista a zpěvák, nejlépe známý pro hru na paraguayskou harfu
- Mared Emyr Pugh Evansová – Oficiální harfenista knížete z Walesu (2024)

## F
- Órla Fallonová (* 1974) – irská sólistka, skladatelka a bývalá členka skupiny Celtic Woman a komorního sboru Anúna
- Vincent Fanelli (1881–1966) – italsko-americký klasický hudebník a pedagog, hlavní harfenista Philadelphia Orchestra
- Charles Fanning (1736 – cca 1792) – vítěz irského festivalu Granard Harp Festival v letech 1781, 1782 a 1783
- Piaras Feiritéar (asi 1600 – 1653) – básník a katolický irský vůdce
- Ignacio Figueredo – (1899–1995) – venezuelský lidový hudebník
- Catrin Finchová (* 1980) – velšská harfenistka, aranžérka a skladatelka; Oficiální harfenistka knížete z Walesu od roku 2000 do roku 2004
- Cheryl Ann Fultonová – americká umělkyně a učitelka

## G
- Mara Galassiová
- Marilinda Garciová
- Stéphanie Félicité, hraběnka de Genlis (1746–1830) – francouzská spisovatelka, harfenistka a pedagožka známá svou tvorbou pro děti
- Adele Girardová
- Betty Glamannová
- Félix Godefroid
- Marie Goossensová
- Sidonie Goossensová
- Tristan Le Govic
- Phamie Gowová
- Marcel Grandjany

## H
- Keidži Haino – japonský hudebník

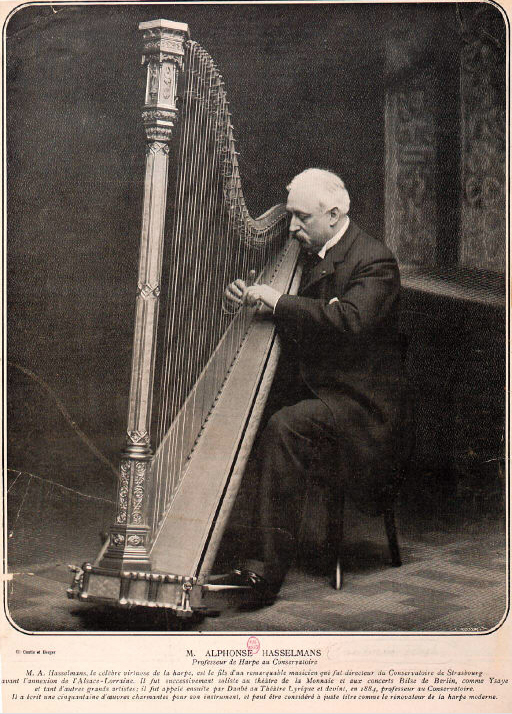
Alphonse Hasselmans

- Rachel Hairová – skotská lidová harfenistka
- Corky Haleová
- Janet Harbisonová – irská harfenistka
- Ruth Berman Harrisová
- Alphonse Jean Hasselmans (1845–1912) – belgicko-francouzský harfenista, skladatel a pedagog
- Lydie Härtelová (* 1959) – česká harfenistka, sbormistryně a pedagožka
- Petra van der Heide
- Deborah Henson-Conantová
- Corrina Hewatová (* 1970) – vítězka skotské ceny Music Tutor of the Year Na Trads 2013
- Hugh Higgins (1737–1791) – slepý irský harfenista
- Erin Hillová
- Franziska Huhnová (* 1977) – německo-americká performerka a skladatelka; vítěz ceny Jugend musiziert
- Robert ap Huw
- Alis Huwsová – oficiální harfenistka knížete z Walesu (2019)

## I
- Varvara Ivanovová (* 1987) – ruská harfenistka

## J
- Adria Jacksonová – kanadská tradiční keltská lidová zpěvačka a harfenistka
- Angharad James (1677–1749) – velšská básnířka a harfenistka
- James James (1832–1902) velšský hudebník, skladatel velšské národní hymny, Hen Wlad fy Nhadau
- Siân Jamesová (* 1961) – velšská tradiční folková zpěvačka a harfenistka
- Pierre Jamet (1893–1991) – francouzský harfenista a učitel
- Elizabeth Jaxonová – americká harfenistka, ředitelka DHF World Harp Competition a členka kapely Atlantic Harp Duo
- Maria Johansdotter (fl. 1706) – švédská harfenistka, hráčka na lidovou hudbu, souzená za homosexualitu
- Claire Jonesová (* 1985) – velšská harfenistka, oficiální harfenistka knížete z Walesu
- Edward Jones (1752–1824) – velšský harfenista a sběratel hudby

## K
- Skaila Kanga
- Camille a Kennerly Kittovy
- Eduard Klassen
- Jiří Kleňha (* 1941) – český citerista

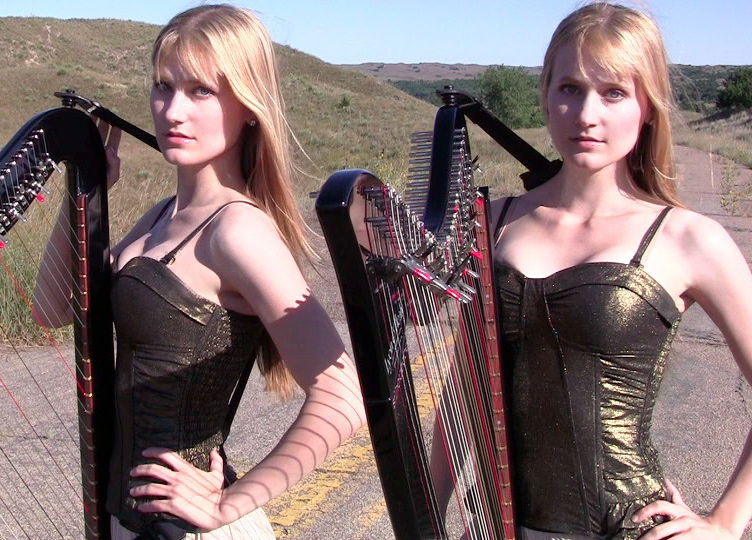
Camille a Kennerly Kittovy se svými elektrickými harfami

- Renata Kodadová-Iglová (1942–2025) – česká harfenistka a hudební pedagožka, studentka Karla Patrase
- Yolanda Kondonassisová
- Maria Alexandrovna Korčinská
- Iris Kroesová
- Anne-Marie Krumpholtzová (1766–1790) – francouzská virtuózní harfenistka a hudební skladatelka, manželka Jana Křtitele Krumpholtze, později partnerka Jana Ladislava Dusíka, matka Fanny Krumpholtz Pittarové
- Fanny Krumpholtz Pittarová (1781/1785–1862) – česko-francouzská harfenistka a hudební skladatelka, dcera Jana Křtitele Krumpholtze a Anne-Marie Krumpholtzové
- Jan Křtitel Krumpholtz (1742–1790) – český harfenista, hudební skladatel a inovátor
- Valeria Kurbatová, Clarke (* 1992) – ruská harfenistka

## L
- Théodore Labarre (1805–1870) – francouzský harfenista, skladatel a profesor
- Lily Laskine (1893–1988) – francouzský umělec a profesor, který obdržel Čestnou legii v roce 1958
- Mary Lattimore – americká harfenistka
- Lucile Lawrence
- Anne LeBaronová
- Caroline Leonardelli – francouzsko-kanadská umělkyně, hlavní harfenista Ottawa Symphony
- Joel Philippe von Lerber (* 1991) – švýcarský harfenista
- Melanie Lewyová – (1823–1856)
- Lloyd Lindroth
- Judy Lomanová (* 1936) – kanadsko-americká harfenistka
- Caroline Luiginiová (1873–1968) – italsko-francouzská harfenistka
- Lisa Lynne
- Cornelius Lyons (1670–1740) – irský harfenista hraběte z Antrimu

## M

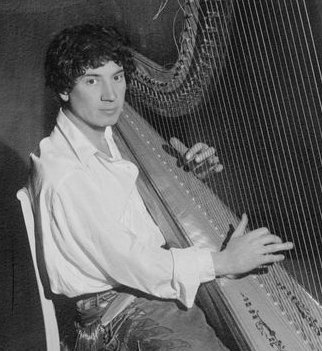
Harpo Marx

- Marie Antoinetta – francouzská královna
- Cormac MacDermott – (?–1618) – harfenista
- Amhlaeibh Mac Innaighneorach (?–1168) – ollam – hlavní harfeník Irska, jeden z prvních zaznamenaných irských profesionálních hudebníků
- Manuel Machado
- Mary Macmasterová (* 1955) – skotská harfenistka, která vystupuje s The Poozies a v duu Sileas
- Eileen Maloneová
- José Marín
- Harpo Marx (1888–1964)
- Gulnara Mašurovová – singapurská hudebnice z Kazachstánu
- Susann McDonaldová (* 1935) – americká harfenistka
- Marshall McGuire
- Loreena McKennitt CM OM (* 1957) – kanadská skladatelka a multiinstrumentalistka, přes 14 milionů kopií prodaných alb
- Geraldine McMahonová
- Katie McMahonová
- Lavinia Meijerová
- Luisa Menárguezová
- Anna Maria Mendieta
- Orazio Michi
- Susanna Mildonianová
- Valérie Milotová – kanadská sólistka a komorní hráčka; první harfenista, který vyhrál Prix d'Europe
- Áine Minogue
- Rose Mooneyová
- David Murphy

## N
- François Joseph Naderman
- Jean Henri Naderman
- Fatma Ceren Necipoğlu
- Lily Neillová

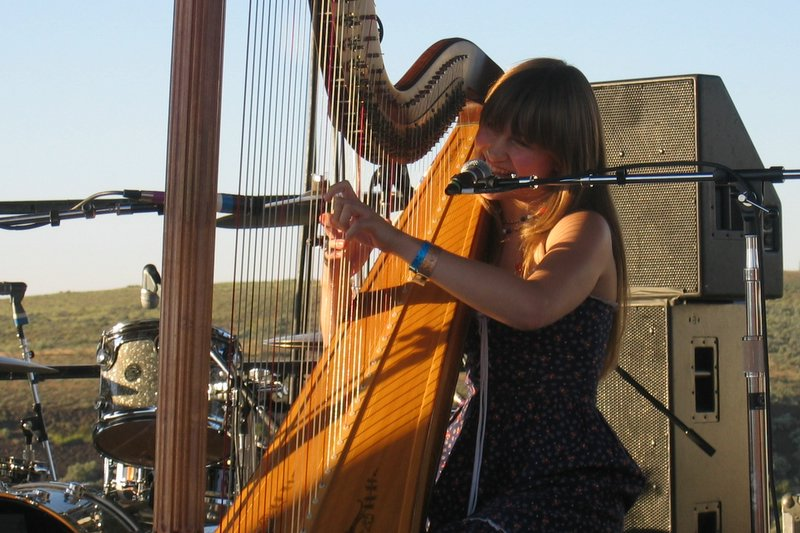
Joanna Newsomová na hudebním festivalu Sasquatch 2005

- Julie Bächerová-Nessy / Julie Anna Nessý (1889–1981) – česká harfenistka, pedagožka a operní pěvkyně
- Joanna Newsomová (* 1982) – americká skladatelka, harfenistka, zpěvačka, klavíristka a příležitostná herečka
- Marielle Nordmannová (* 1941) – francouzská harfenistka

## O
- Máel Sechnaill Ruadh Ó Braonáin
- Donell Dubh Ó Cathail
- Eachmarcach Ó Catháin
- Ruaidri Dáll Ó Catháin
- Maol Ruanaidh Cam Ó Cearbhaill
- Eoghain Ó Cianáin
- Thady Ó Cianáin
- Fláithrí Ó Corcrán

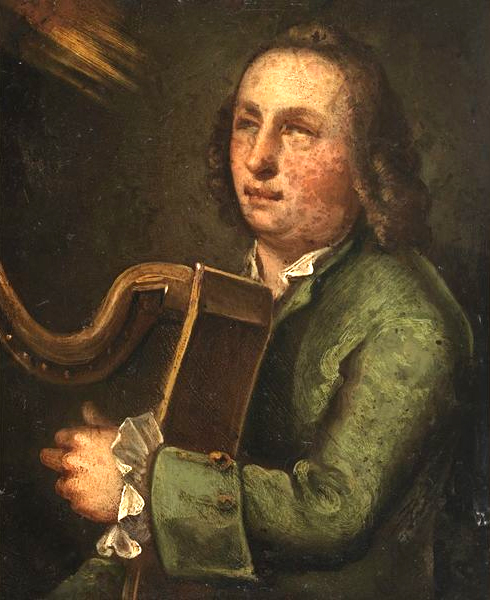
Irský harfenista Turlough O'Carolan

- Cearbhall Óg Ó Dálaigh (fl. 1630) – irský básník a harfenista v 17. století
- Diarmuid Ó Dubhagáin
- Donnchadh Ó Hámsaigh
- Mary O'Harová
- Dominic Ó Mongain
- Máel Ísa Ó Raghallaigh
- Turlough O'Carolan (irsky Toirdhealbhach Ó Cearbhalláin) (1670–1738) – irský harfeník konce 17. a začátku 18. století
- Arthur O'Neill
- Natalia O'Shea
- Rüdiger Oppermann (* 1954) – německý experimentální hudebník; hraje na zakázku vyrobený clàrsach s 38 pozlacenými bronzovými strunami a speciálním mechanismem, který mu umožňuje ohýbat noty způsobem podobným bluesovým hudebníkům
- Coline-Marie Orliacová (* 1989) – dvojnásobný vítěz USA International Harp Competition
- Alfredo Rolando Ortiz
- David Owen
- Siobhán Owen (* 1993) – velšsko-australská sopranistka; vítěz několika hudebních cen včetně dvou irských hudebních cen

## P

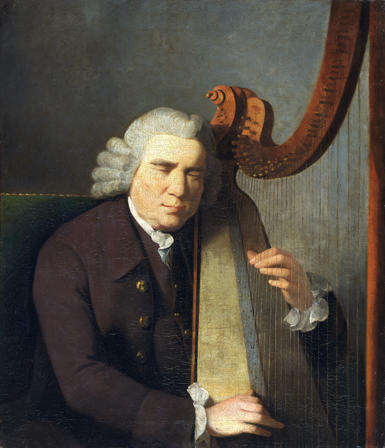
Portrét Johna Parryho, slepého velšského harfenisty, od jeho syna Williama Parryho

- Annemiek Padt-Jansenová (1921–2007) – nizozemská politička a harfenistka
- Şirin Pancaroğluová – turecká harfenistka
- Zeena Parkinsová
- John Parry (1710–1782) – slepý velšský harfenista
- John Parry (1776–1851) – známější jako Bardd Alaw
- Liana Pasquali (1915–2010) chorvatsko-italská a rumunská harfenistka a profesorka hudby
- Karel Patras (1923–2003) – český harfenista a pedagog
- Laura Peperara
- Roberto Perera
- Isabelle Perrinová – francouzská harfenistka a pedagožka
- Edna Phillipsová
- Jemima Phillipsová – oficiální harfenistka knížete z Walesu (2004)
- Nicholas Dáll Pierce
- Ann Hobson Pilot (* 1943) – bývalá hlavní harfenistka Boston Symphony Orchestra a Boston Pops
- Barbora Plachá (* 1988) – česká harfenistka, zakladatelka Harfového Ateliéru a Harfové školy Arpeggio, Pražského harfového festivalu a Norsk Harpe Akademi.
- Mared Pugh Evansová – Oficiální harfenistka knížete z Walesu (2024)

## R, Ř
- Monica Ramosová

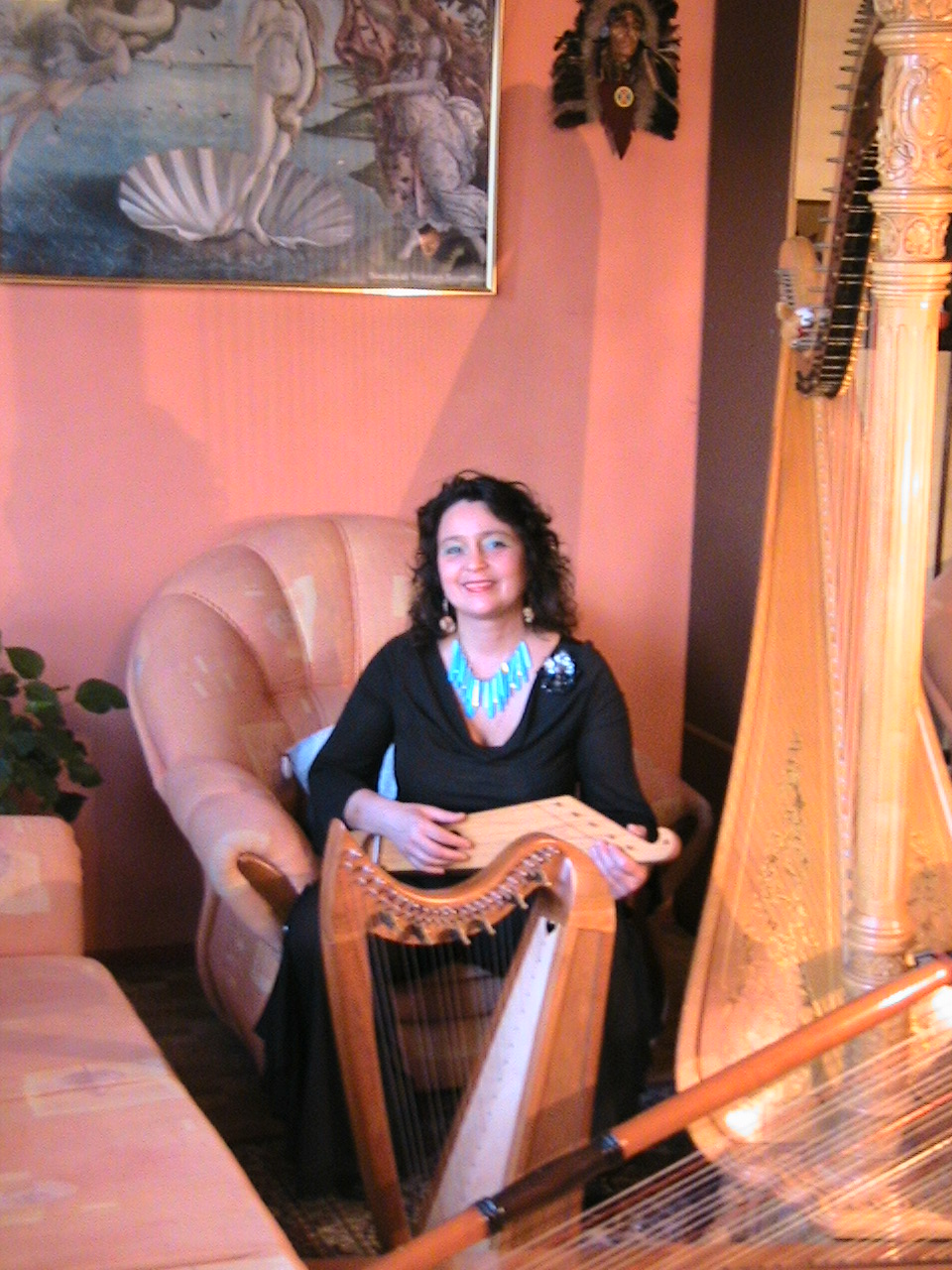
Anna-Maria Ravnopolska-Dean se svým kantele, velkou koncertní, irskou a paraguayskou harfou

- Elizabeth Randlesová – velšská hudebnice, zázračné dítě
- Anna-Maria Ravnopolska-Dean (* 1960) – bulharská koncertní harfenistka a akademička; zakladatelka Americké univerzity v Bulharsku
- Casper Reardon
- Susan Reedová
- Henriette Renié
- Lucas Ruiz de Ribayaz
- Nansi Richardsová (1888–1979) – velšská harfenistka, oficiální harfenistka knížete z Walesu
- Kim Robertsonová
- Marisa Roblesová
- Claire Roche
- Henrik Rohmann (1910–1978) – maďarský umělec a pedagog
- Clotilde Rosa
- Mindy Rosenfeldová
- Diana Rowanová
- Isabella Rudkinová
- Georgia Ruth (* 1988) – velšská zpěvačka a harfenistka
- Jaroslav Řídký (1897–1956) – český skladatel, dirigent, harfenista a pedagog

## S, Š
- Floraleda Sacchiová (* 1978) – italská hrafenistak, skladatelka a muzikoložka
- Arnold Safroni-Middleton
- Victor Salvi
- Carlos Leon Salzedo (1885–1961) – francouzský harfenista, klavírista, skladatel a dirigent
- Arianna Savallová
- Anne van Schothorst
- Patsy Seddonová – skotská harfenistka známá pro spolupráci s The Poozies, Sileas a Clan Alba
- Therese Schroeder-Shekerová
- Marianne Smitová
- David Snell
- Monika Stadlerová – rakouská harfenistka a skladatelka
- Václav Alois Staněk (1835–1910) – český harfenista, skladatel, profesor Pražské konzervatoře
- Serafina Steerová
- Savourna Stevensonová
- Alan Stivell (* 1944) – francouzský hudebník, hráč na keltskou harfu
- Hannah Stone  (* 1987) –velšská harfenistka, oficiální harfenistka knížete z Walesu
- Helga Storcková (* 1940) –
- Jessica Suchy-Pilalisová
- Tomoko Sugawarová – japonská hudebnice
- Andrej Osipovič Sychra – ruský skladatel a hudebník
- Anežka Škvorová-Falladová (1881–1960) – česká harfenistka, pedagožka a skladatelka
- Zbyňka Šolcová (* 1967) je česká harfenistka, hráčka na klasickou harfu a historické nástroje včetně gotické a háčkové harfy, členka Rožmberské kapely

## T
- Mia Theodoratusová – americká hudebnice
- John Thomas – Oficiální harfenista knížete z Walesu (1871)
- Thomas Thomas
- Julia Thorntonová
- Miriam Timothyová
- Beste Toparlaková (* 1988) – turecká harfenistka
- Juan Vicente Torrealba
- Marcel Tournier
- Hanuš Trneček (1858–1914) – český harfenista, klavírista, dirigent, skladatel a hudební pedagog
- Tuotilo – středověký mnich Svatohavelského kláštera a hudebník
- JoAnn Turovsky – americká hudebnice a pedagožka

## V
- Libuše Váchalová (1932–2019) česká harfenistka a hudební pedagožka, matka harfenistky Jany Bouškové a teta harfenistky Barbory Váchalové
- Verónica Valerio – mexická harfenistka, zpěvačka a skladatelka
- Remy van Kesteren – holandský harfenista a zakladatel holandského harfového festivalu
- Andreas Vollenweider – švýcarský harfenista

## W
- Maria Jane Williamsová (asi 1795–1873) – velšská harfenistka
- Sylvia Woodsová – americká harfenistka a skladatelka
- Aristid von Würtzler (1925–1997) – maďarsko-americká hudebnice, umělecká vedoucí souboru New York Harp Ensemble

## Y
- Gráinne Yeatsová (1925–2013) – irská harfenistka, zpěvačka a historička
- Brandee Youngerová[2] – americká harfenistka

## Z
- Nicanor Zabaleta – baskický harfenista
- Liao Zilan – čínský hudebník
- Vincenzo Zitello